# Lanark (Wisconsin)
Lanark es un pueblo ubicado en el condado de Portage en el estado estadounidense de Wisconsin. En el Censo de 2010 tenía una población de 1.527 habitantes y una densidad poblacional de 16,34 personas por km².

## Geografía
Lanark se encuentra ubicado en las coordenadas 44°22′53″N 89°16′41″O / 44.38139, -89.27806. Según la Oficina del Censo de los Estados Unidos, Lanark tiene una superficie total de 93.42 km², de la cual 92.57 km² corresponden a tierra firme y (0.91%) 0.85 km² es agua.

## Demografía
Según el censo de 2010, había 1.527 personas residiendo en Lanark. La densidad de población era de 16,34 hab./km². De los 1.527 habitantes, Lanark estaba compuesto por el 97.64% blancos, el 0.2% eran afroamericanos, el 0.92% eran amerindios, el 0.07% eran asiáticos, el 0% eran isleños del Pacífico, el 0.2% eran de otras razas y el 0.98% pertenecían a dos o más razas. Del total de la población el 1.44% eran hispanos o latinos de cualquier raza.